# Episodi de La piccola grande Nell (terza stagione)
La terza stagione della serie televisiva La piccola grande Nell è stata trasmessa in anteprima negli Stati Uniti d'America dalla NBC tra il 29 settembre 1983 e il 3 maggio 1984.
| nº | Titolo originale         | Titolo italiano | Prima TV USA      | Prima TV Italia |
| -- | ------------------------ | --------------- | ----------------- | --------------- |
| 1  | The Groupie              |                 | 29 settembre 1983 |                 |
| 2  | The Way to a Man's Heart |                 | 13 ottobre 1983   |                 |
| 3  | Katie's Commitment       |                 | 20 ottobre 1983   |                 |
| 4  | Joey: Part 1             |                 | 27 ottobre 1983   |                 |
| 5  | Joey: Part 2             |                 | 3 novembre 1983   |                 |
| 6  | The Mayor                |                 | 10 novembre 1983  |                 |
| 7  | Melissa                  |                 | 17 novembre 1983  |                 |
| 8  | Nell's Friend            |                 | 1º dicembre 1983  |                 |
| 9  | Grandpa's Rebellion      |                 | 8 dicembre 1983   |                 |
| 10 | A Kanisky Christmas      |                 | 22 dicembre 1983  |                 |
| 11 | Herbie                   |                 | 5 gennaio 1984    |                 |
| 12 | James Returns            |                 | 12 gennaio 1984   |                 |
| 13 | Samantha's Protest       |                 | 19 gennaio 1984   |                 |
| 14 | Flashback                |                 | 26 gennaio 1984   |                 |
| 15 | Knock Three Times        |                 | 2 febbraio 1984   |                 |
| 16 | Valentine                |                 | 9 febbraio 1984   |                 |
| 17 | The Big Apple: Part 1    |                 | 16 febbraio 1984  |                 |
| 18 | The Big Apple: Part 2    |                 | 23 febbraio 1984  |                 |
| 19 | Rodeo                    |                 | 8 marzo 1984      |                 |
| 20 | Katie's College          |                 | 15 marzo 1984     |                 |
| 21 | The Center               |                 | 19 aprile 1984    |                 |
| 22 | Class of '84             |                 | 3 maggio 1984     |                 |